# Audition World Championship
Audtion World Championship là giải đấu dành cho tất cả các nước đang phát hành Audition trên toàn thế giới. Giải đấu lần đầu tiên diễn ra tại Thượng Hải, Trung Quốc vào tháng tám tới tuy nhiên giải đấu đã bị hoãn. Việt Nam sẽ tổ chức giải đấu này với tên "Audition World Cup" vào tháng 8 năm 2008

## Vòng loại tại Việt Nam
Vòng loại sẽ được tổ chức trên server thi đấu của game này, bắt đầu từ ngày 6/7/2007 đến ngày 20/7/2007.
Để chuẩn bị cho giải đấu này, VTC Game sẽ tổ chức một cuộc tuyển chọn trên toàn quốc để chọn ra 4 game thủ mạnh nhất đại diện cho Việt Nam tham dự giải.
Tuy nhiên, do giải đấu ở Trung Quốc bị hoãn nên vòng loại không diễn ra. Sau khi Việt Nam quyết định đăng cai giải này, sẽ có một vòng loại trên toàn quốc mang tên "Giải đấu vô địch quốc gia Audition 2008". Việt Nam sẽ chọn 6 người chơi xuất sắc nhất cả nước để chuẩn bị tham dự Audition World Cup.

### Nội dung Giải đấu AWC 2008[1]
Giải đấu Audition quốc gia 2008 được chia thành 3 vòng thi đấu chính: Vòng loại, Vòng chung kết khu vực miền Bắc, miền Nam và Vòng chung kết quốc gia.
- Vòng loại: Thi đấu online, địa điểm tại phòng đấu do Game Master lập.
  - Tổ chức thi đấu theo 2 buổi/ngày: Sáng từ 10h30 – 11h30, chiều từ 17h30 – 18h30
  - Thời gian đấu vòng loại: dự kiến 1 tháng
  - Thi đấu 2 lượt: để chọn ra 132 người được vào vòng trong
- Vòng chung kết khu vực: Tổ chức tại các Trung tâm game (Game Centre - GC) tại 3 khu vực: Hà Nội, Đà Nẵng, tp HCM
- Chung kết quốc gia: Tháng 7/2008 Chọn ra 03 người đứng đầu (Vô địch, nhì, ba); 6 người vào đội tuyển thi đấu AWC và 6 người dự bị.

## Các nước tham dự
- Trung Quốc
- Hàn Quốc
- Singapore
- Thái Lan
- Việt Nam (chủ nhà)